# Saison 3 de Defiance
Chronologie
Saison 2 Saison 4 incertaine
Cet article présente les treize épisodes de la troisième saison de la série télévisée américano-canadienne Defiance.

## Synopsis
Dans un futur proche, des extraterrestres appelés les Votans arrivent près de la Terre dans l'espoir de pouvoir s'y installer. Leur système solaire a été détruit et ils n'ont pas d'autre choix que notre planète. Restés en orbite pendant six ans de négociations infructueuses avec les gouvernements terriens et leurs réserves presque épuisées, les Votans déclarent la guerre aux humains. 
Cette guerre va faire beaucoup de dégâts sur les vaisseaux de terraformation Votans, entraînant une transformation radicale de la planète devenant dangereuse autant pour les humains que pour leurs ennemis. Après trente ans de guerre, le monde a changé, humains et Votans apprennent à cohabiter.
Les conflits terminés, Joshua Nolan revient dans sa ville natale de Saint-Louis désormais rebaptisée Defiance. Ancien militaire dans l'armée humaine, il devient gardien de l'ordre dans ce mélange d'humains et de toutes sortes d'extraterrestres. Il va tenter de protéger la ville contre les affrontements entre humains et extraterrestres, mais aussi contre les menaces extérieures et militaires.

## Distribution

### Acteurs principaux
- Grant Bowler (VF : Éric Aubrahn) : Joshua Nolan
- Julie Benz (VF : Juliette Degenne) : Amanda Rosewater
- Stephanie Leonidas (VF : Karine Foviau) : Irisa
- Tony Curran (VF : Cyrille Monge) : Datak Tarr
- Jaime Murray (VF : Charlotte Marin) : Stahma Tarr
- Graham Greene (VF : Philippe Catoire) : Rafe McCawley
- Jesse Rath (VF : Hervé Grull) : Alak Tarr
- James Murray : Niles Pottinger, le nouveau maire de Defiance

### Acteurs récurrents
- Dewshane Williams (VF : Namakan Koné) : Tommy
- Trenna Keating (VF : Catherine Desplaces) : Doc Yewll
- Nicole Muñoz (VF : Flora Kaprielian) : Christie McCawley
- Justin Rains (VF : Benjamin Gasquet): Quentin McCawley
- Noah Danby : Sukar
- Douglas Nyback (VF : Vincent de Bouard) : Ben
- Anna Hopkins : le soldat Jessica « Berlin » Rai, de la république de la Terre
- Kristina Pesic : Deirdre Lamb
- William Atherton : Viceroy Mercado, High-Ranking de la république de la Terre
- Robin Dunne : Cai
- Linda Hamilton : Pilar McCawley, femme de Rafe McCawley
- America Olivo : Alethea
- Ryan Kennedy : Josef

## Liste des épisodes

### Épisode 1:Defiance dans les ténèbres
- États-Unis /  Canada :
- France :
- Québec :

### Épisode 2:Des ennemis sanguinaires
- États-Unis /  Canada :
- France :
- Québec :

### Épisode 3:La Trahison des Tarr
- États-Unis /  Canada :
- France :
- Québec :

### Épisode 4:Silence radio
- États-Unis /  Canada :
- France :
- Québec :

### Épisode 5:Unis jusqu'à la mort
- États-Unis /  Canada :
- France :
- Québec :

### Épisode 6:Esprit de famille
- États-Unis /  Canada :
- France :
- Québec :

### Épisode 7:Des armes pour Defiance
- États-Unis /  Canada :
- France :
- Québec :

### Épisode 8:La Victoire à portée de main
- États-Unis /  Canada :
- France :
- Québec : 14 avril 2016

### Épisode 9:Le Clone de Yewll
- États-Unis /  Canada :
- France :
- Québec :

### Épisode 10:La Faible Lueur de la raison
- États-Unis /  Canada :
- France :
- Québec :

### Épisode 11:L'Heure de la vengeance
- États-Unis /  Canada :
- France :
- Québec :

### Épisode 12:Le Réveil
- États-Unis /  Canada :
- France :
- Québec :

### Épisode 13:Vaincre ou mourir
- États-Unis /  Canada :
- France :
- Québec :